# Planetella gallarum
Planetella gallarum är en tvåvingeart som först beskrevs av Ewald Rübsaamen 1899.  Planetella gallarum ingår i släktet Planetella och familjen gallmyggor. Inga underarter finns listade i Catalogue of Life.